# Pavel Pogrebnjak
Pavel Viktorovitsj Pogrebnjak (Russisch: Павел Викторович Погребняк) (Moskou, 8 november 1983) is een Russische betaald voetballer die bij voorkeur in de aanval speelt. In augustus 2006 debuteerde hij in het Russisch voetbalelftal.
Voor Pogrebnjak in Stuttgart tekende, speelde hij voor onder meer FK Zenit Sint-Petersburg. Daarmee werd hij in 2007 en 2008 Russisch landskampioen en won hij de UEFA Cup 2007/08. Hij tekende in augustus 2015 een driejarig contract bij Dinamo Moskou, dat hem overnam van Reading FC. In januari 2018 werd hij ontslagen nadat hij een wedstrijd van Juventus FC bezocht terwijl hij ziek gemeld was bij zijn club.
Pogrebnyak werd geselecteerd om mee te gaan naar het EK 2008, maar door een knieblessure vlak voor het begin van het toernooi, meldde hij zich af. Oleg Ivanov ging in zijn plaats mee.
Pogrebnjak is getrouwd met Maria, met wie hij een zoon genaamd Artjom kreeg.

## Carrière
- Spartak Moskou (jeugd)
- 2002: Spartak Moskou
- 2003: Baltika Kaliningrad
- 2004: Spartak Moskou
- 2004: FK Chimki
- 2005: Sjinnik Jaroslavl
- 2006: Tom Tomsk
- 2007-2009 : FK Zenit Sint-Petersburg
- 2009-2012 : VfB Stuttgart
- 2012: Fulham
- 2012- 2015 : Reading
- 2016- 2018 : Dinamo Moskou

## Erelijst
FK Zenit Sint-Petersburg
- UEFA Super Cup

2008